# أبل ليزا
أبل ليزا هو حاسوب مكتبي من إصدار شركة أبل، أصدر هذا الحاسوب في 19 يناير 1983، وقد كان الأول من نوعه الذي يصنف ضمن الحواسيب الشخصية آنذاك.
بدأ ستيف جوبز في العمل على جهاز «أبل-ليزا» في 1978، ولكنه أُخرج من فريق ليزا في عام 1982 بسبب الخلافات الداخلية، وسيطر بدلا من ذلك على مشروع «جيف راسكين» للحواسيب قليلة التكلفة «ماكنتوش». فاندلعت حربٌ بين «قمصان الشركات» العاملين على مشروع ليزا، و«قراصنة جوبز» العاملين على مشروع ماكنتوش، حول المنتج الذي سيصل إلى السوق أولا لينقذ شركة أبل. فاز جهاز ليزا بالسباق في عام 1983، وأصبح أول حاسوبٍ شخصي يباع للعامة بواجهةٍ جرافيكية مُستخدِمية «جُوُي»، ولكن المشروع فشل تجاريا، نظرا لارتفاع التكلفة ومحدودية البرامج المتاحة.